# Bastnäsite
La bastnäsite (ou bastnaesite) est une famille de trois espèces minérales fluoro-carbonates, qui sont : 
- la bastnäsite-(Ce) de formule (Ce, La)CO3F,
- la bastnäsite-(La) de formule (La, Ce)CO3F,
- la bastnäsite-(Y) de formule (Y, Ce)CO3F.

Certaines bastnäsites contiennent l'ion OH− au lieu de F− et reçoivent le nom d'hydroxylbastnäsite. La bastnäsite la plus courante est la bastnäsite-(Ce), le cérium étant de loin la plus courante des terres rares dans cette famille de minéraux. La bastnäsite et le minéral phosphate monazite sont les deux plus importantes sources de cérium et d'autres terres rares.
La bastnäsite fut décrite pour la première fois par le chimiste suédois Wilhelm Hisinger en 1838. Elle est nommée d'après la mine de Bastnäs près de Riddarhyttan, Västmanland en Suède.
La bastnäsite se trouve également en tant que spécimens de très haute qualité dans les Zagi Mountains au Pakistan.
La bastnäsite se trouve dans les granites alcalins et les syénites, ainsi que dans les pegmatites associées. On la trouve aussi dans les carbonatites et dans les fénites associés et autres métasomatites,.

## Composition

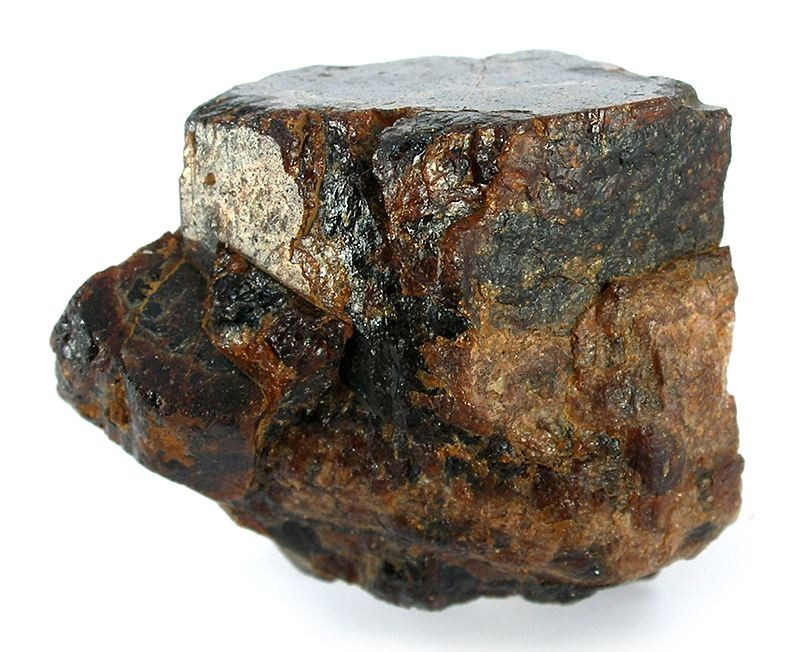
Cristal de bastnäsite du Manitou District, comté d'El Paso, Colorado, USA (taille : 4,3×3,8×3,3 cm)

La bastnäsite contient du cérium, du lanthane et de l'yttrium dans sa formule générale mais officiellement le minéral est classé en trois minéraux en fonction de la terre rare prédominante:
- la bastnäsite-(Ce) de formule (Ce, La)CO3F
- la bastnäsite-(La) de formule (La, Ce)CO3F
- la bastnäsite-(Y) de formule (Y, Ce)CO3F

Il y a peu de différences entre les trois en termes de propriétés physiques et la bastnäsite la plus courante est la bastnäsite-(Ce). Dans la plupart des bastnäsites naturelles, le cérium domine habituellement les autres. La bastnäsite et le phosphate minéral monazite sont les deux plus importantes sources de cérium, un important métal industriel.

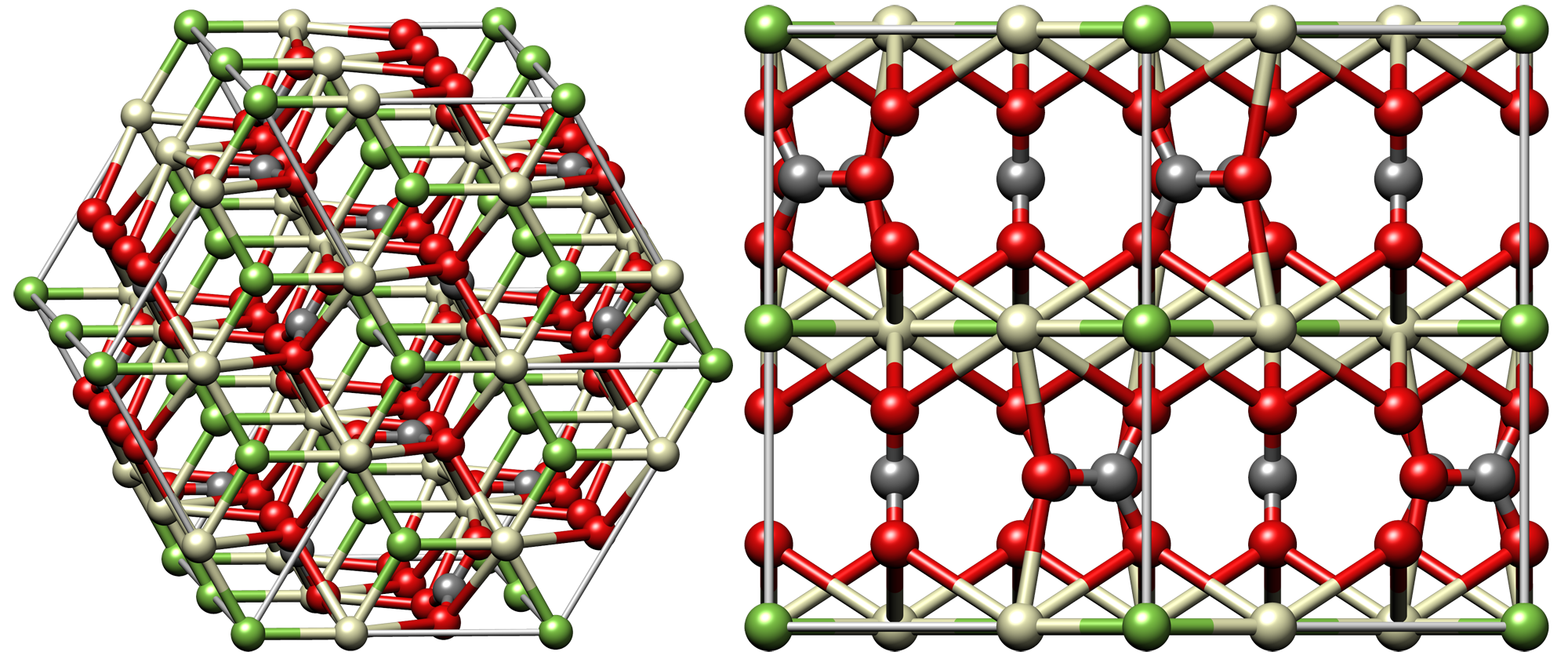
Structure cristalline de la bastnäsite-(Ce). Code couleur : carbone, C, bleu-gris ; fluor, F, vert ; cérium, Ce, blanc ; oxygène, O, rouge.

La bastnäsite est fortement apparentée à la famille du minéral parisite. Les deux sont des fluorocarbonates de terre rare, mais la formule de la parisite Ca(Ce, La, Nd)2(CO3)3F2 contient du calcium (et un peu de néodyme) et un ratio différent des ions constitutifs. La parisite peut être considérée comme une unité formulaire de calcite (CaCO3) ajoutée à deux unités formulaires de bastnäsite. En fait, on a montré que les deux minéraux sont corrélés avec l'addition ou la perte de CaCO3 dans l'environnement naturel.
La bastnäsite forme une série avec les minéraux hydroxylbastnäsite-(Ce) [(Ce,La)CO3(OH,F)] et hydroxylbastnäsite-(Nd). Les trois sont membres d'une série de substitution qui implique l'éventuelle substitution des ions fluorure (F−) par des ions hydroxyle (OH−).

## Nom

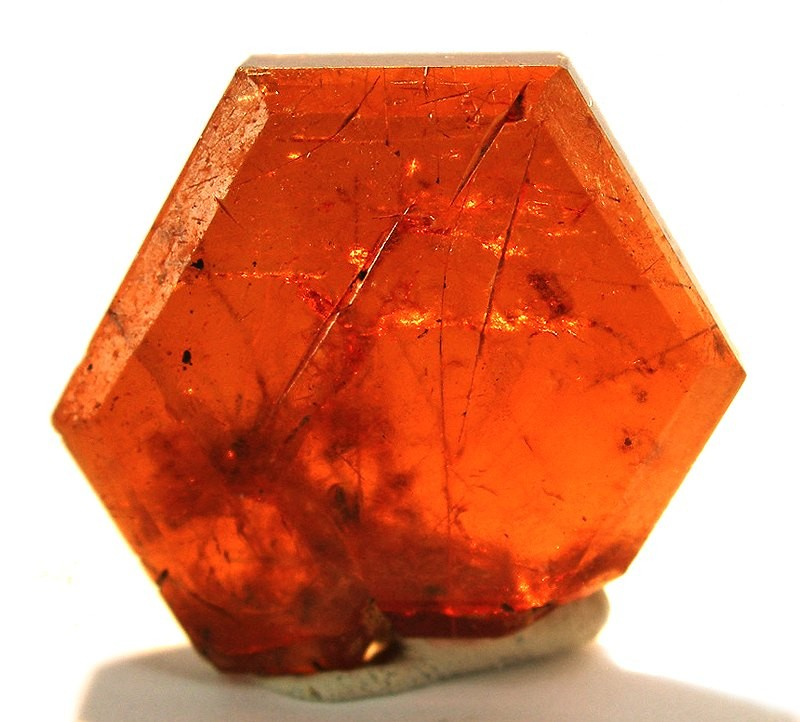
Cristal de bastnäsite, Zagi Mountain, Régions tribales, Pakistan. Taille : 1,5×1,5×0,3 cm.

La bastnäsite tient son nom de son topotype, la mine de Bastnäs, Riddarhyttan, Västmanland, Suède. Le minerai de la mine de Bastnäs conduisit à la découverte de plusieurs nouveaux minéraux et éléments chimiques par des scientifiques suédois tels que Jöns Jacob Berzelius, Wilhelm Hisinger et Carl Gustaf Mosander. Parmi eux, les éléments chimiques cérium, qui fut décrit par Hisinger en 1803, et le lanthane en 1839. Hisinger, qui était également le propriétaire de la mine de Bastnäs, choisit de nommer l'un des nouveaux minéraux bastnäsit quand il le décrivit pour la première fois en 1838.

## Occurrence
Bien qu'étant un minéral rare et jamais en forte concentration, il est l'un des carbonates de terre rare les plus communs. La bastnäsite a été trouvée dans des dépôts de bauxite karstique en Hongrie, en Grèce et dans la région des Balkans. Elle a également été trouvée dans des carbonatites, une rare roche ignée intrusive carbonatée, au Fen Complex en Norvège ; à Bayan Obo en Mongolie-Intérieure ; à Kangankunde au Malawi ; à Kizilcaoren en Turquie et dans la mine de terres rares de Mountain Pass en Californie, US. A Mountain Pass, la bastnäsite est le minéral prédominant. De la bastnäsite a été trouvée dans les granites peu communs de la zone de Langesundsfjord en Norvège ; dans la péninsule de Kola en Russie ; dans les mines du Mont Saint-Hilaire, Québec, et dans les gisements de Thor Lake, Territoires du Nord-Ouest au Canada. Des sources hydrothermales ont également été signalées.
L'hydroxylbastnäsite (NdCO3OH) peut aussi se former par la cristallisation d'un précurseur amorphe contenant des terres rares. Quand la température augmente, l'habitus des cristaux de NdCO3OH change progressivement vers des morphologies plus complexes sphérulitiques ou dendritiques. Il a été suggéré que le développement de ces morphologies cristallines pouvait être contrôlé par le niveau à laquelle la sursaturation est atteinte dans la solution aqueuse lors de la destruction du précurseur amorphe. A haute température (e.g., 220 °C) et après un chauffage rapide (e.g. < 1 h) le précurseur amorphe est détruit rapidement et la sursaturation rapide favorise une croissance sphérulitique. A température plus basse (e.g., 165 °C) et avec un chauffage lent (100 min) les niveaux de sursaturation sont atteints plus lentement que nécessaire pour la croissance sphérulitique, et donc des formes pyramidales triangulaires plus régulières se forment.

## Histoire minière
En 1949, un gigantesque gisement de carbonatite à bastnäsite fut découvert à Mountain Pass, comté de San Bernardino en Californie. Cette découverte indiqua aux géologues l'existence d'une toute nouvelle classe de minerais de terres rares : les carbonatites contenant des terres rares. D'autres gisements du même type furent rapidement découverts, en particulier en Afrique et en Chine. L'exploitation de ce gisement commença dans les milieux des années 1960 après son rachat par Molycorp (Molybdenum Corporation of America). La composition en lanthanides du minerai comprenait 0,1 % d'oxyde d'europium, qui était extrêmement utile pour l'industrie naissante de la télévision en couleurs, pour fournir le phosphore rouge. La composition des lanthanides était d'environ 49 % de cérium, 33 % de lanthane, 12 % de néodyme et 5 % de praséodyme, avec un peu de samarium et de gadolinium, soit nettement plus de lanthane et moins de néodyme et d'éléments lourds par comparaison à la monazite commerciale. Cependant, la teneur en europium était au moins le double que celle d'une monazite typique. La basnäsite de Mountain Pass fut la plus importante source mondiale de lanthanides des années 1960 aux années 1980.
Ensuite, la Chine devint un fournisseur de plus en plus important de terres rares au niveau mondial. Les gisements chinois de bastnäsite comprennent plusieurs mines dans la province du Sichuan et le dépôt massif de Bayan Obo en Mongolie-Intérieure, qui avait été découvert au début du XXe siècle, mais exploité beaucoup plus tard. Le gisement à ciel ouvert de Bayan Obo produisait en 2008 la majorité des lanthanides mondiaux, en 2024 les réserves y sont de 600 millions de T de minerai contenant 34 % de fer, 5 % d’oxydes de terres rares et 0,032 % d’oxyde de thorium/. La bastnäsite de Bayan Obo se trouve en association avec de la monazite (plus assez de magnétite pour alimenter une des plus grandes aciéries chinoises), et contrairement aux carbonatites à bastnäsite, sa composition en lanthanides est assez proche de celle de la monazite, à l'exception de son important (0,2 %) contenu en europium.
En 2020, en Nouvelle Galle du Sud (Australie), la société Australian Strategic Materials (ASM) développe le projet minier Dubbo. Les terres rares présentes dans de la bastnaésite sont associées dans le gisement à du zirconium, du hafnium, du niobium, du tantale et de l’yttrium.